# The Doraemons: Mushimushi pyonpyon daisakusen!
The Doraemons: Mushimushi pyonpyon daisakusen! è un cortometraggio del 1998 con protagonista il gruppo dei Doraemons, inedito in Italia.

## Trama
Per essere promossi nel loro corso di formazione, i Doraemons devono superare un particolare esame: sono infatti depositati al centro di un bosco, senza mappe e con l'obbligo di non usare ciusky. Lo scopo è quello di giungere al campo base prima della sera, pena la bocciatura. I Doraemons affronteranno innumerevoli peripezie e arriveranno un po' dopo il termine stabilito, ma anche grazie alla testimonianza di alcune ragazze che avevano aiutato durante la loro avventura, saranno ugualmente promossi e potranno festeggiare.

## Distribuzione
Il film è stato proiettato nei cinema giapponesi il 7 marzo 1998, insieme a Doraemon: Nobita no nankai daibōken e Kaettekita Doraemon. Raccolti più di duemila milioni di yen.
Il titolo internazionale del cortometraggio è The Great Operating of Springing Insects.